# Bestuurlijke indeling van São Paulo
De stad São Paulo is een metropool in Brazilië en is onderverdeeld in verschillende bestuurlijke niveaus. De stad is onderverdeeld in negen zones, die elk op zijn beurt zijn onderverdeeld in 31 onderprefecturen en deze zijn nog eens verdeeld in districten. Een aantal districten zijn ook nog eens onderverdeeld in buurten (Portugees: bairro's).

## Administratieve zones
Er zijn negen administratieve zones op basis van hun geografische ligging. De termen zijn enkel een technische benaming en worden niet gebruikt in het dagelijkse stadsbeeld. 

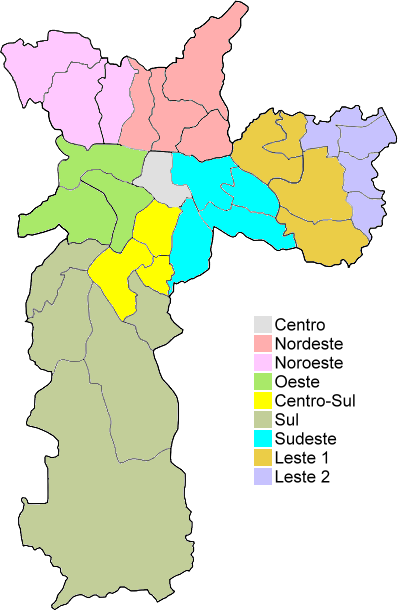
Officiële administrative zones van São Paulo.

| Administratieve zones van São Paulo |            |             |
| Zone                                | Bevolking  | Oppervlakte |
|                                     | est. 2008  | in km²      |
| Centraal                            | 328.597    | 31          |
| Noordwest                           | 1.007.691  | 144         |
| Noordoost                           | 1.181.582  | 152         |
| Oost 1                              | 1.212.099  | 140         |
| Oost 2                              | 1.342.924  | 68,8        |
| Zuidoost                            | 1.494.770  | 128         |
| Zuid                                | 2.346.913  | 607         |
| Zuid-Central                        | 715.910    | 74          |
| West                                | 872.817    | 128         |
| São Paulo                           | 10.940.311 | 1509        |
| Bron:                               |            |             |

## Onderprefecturen
De onderprefecturen zijn vergelijkbaar met de boroughs (stadsdelen) van New York. 

## Districten
Districten zijn kleinere onderverdelingen van de onderprefecturen. 

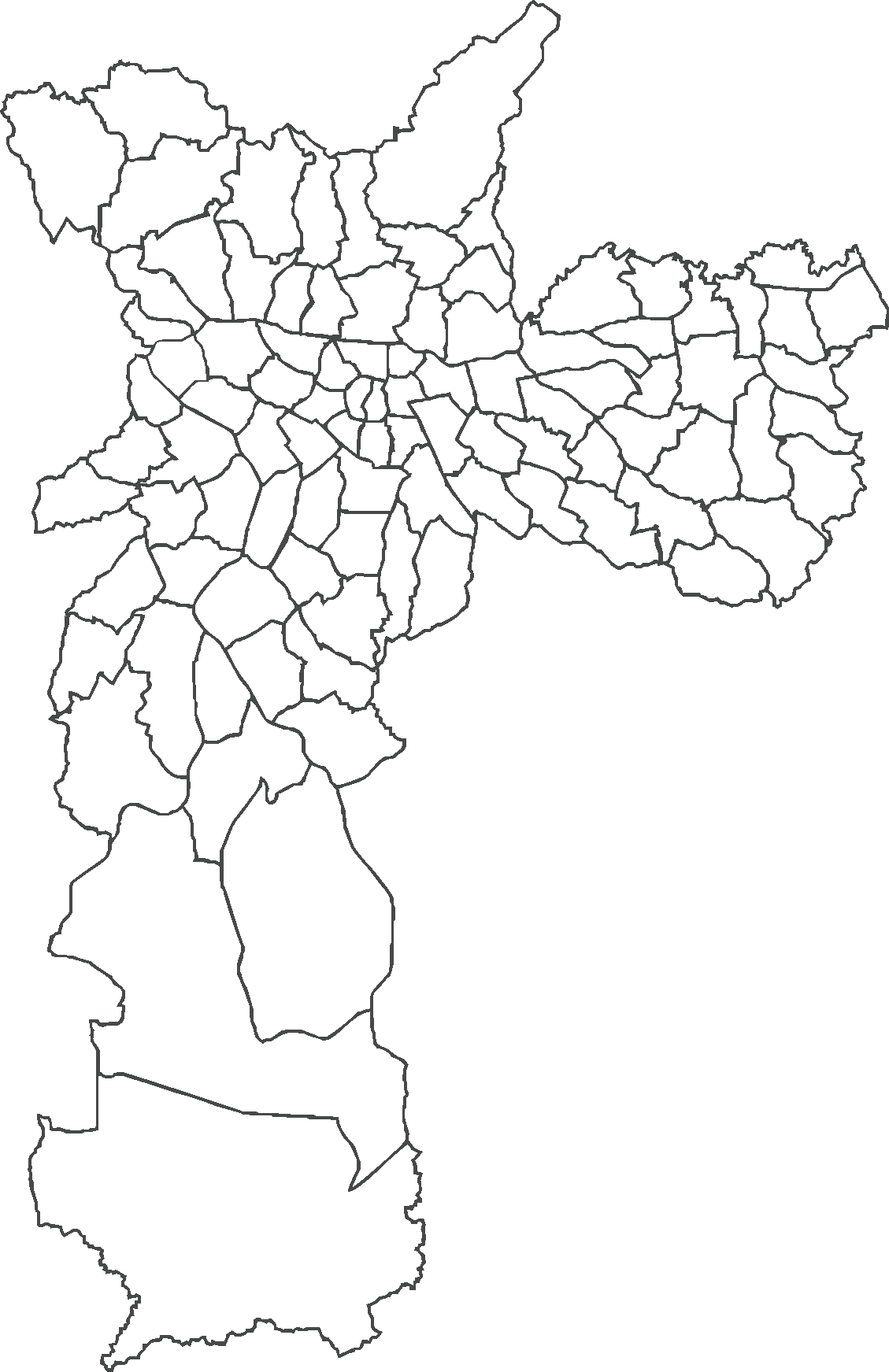
Districts of the city of São Paulo

## Wijken
Sommige districten zijn verder onderverdeeld in wijken, vergelijkbaar met Engelse neighbourhoods. 

Água Rasa · Alto de Pinheiros · Anhanguera · Aricanduva · Artur Alvim · Barra Funda · Bela Vista · Belém · Bom Retiro · Brasilândia · Brás · Butantã · Cachoeirinha · Cambuci · Campo Belo · Campo Grande · Campo Limpo · Cangaíba · Capão Redondo · Carrão · Casa Verde · Cidade Ademar · Cidade Dutra · Cidade Líder · Cidade Tiradentes · Consolação · Cursino · Ermelino Matarazzo · Freguesia do Ó · Grajaú · Guaianases · Iguatemi · Ipiranga · Itaim Bibi · Itaim Paulista · Itaquera · Jabaquara · Jaçanã · Jaguara · Jaguaré · Jaraguá · Jardim Helena · Jardim Paulista · Jardim São Luís · Jardim Ângela · José Bonifácio · Lajeado · Lapa  · Liberdade · Limão · Mandaqui · Marsilac · Moema · Mooca · Morumbi · Parelheiros · Pari · Parque do Carmo · Pedreira · Penha · Perdizes · Perus · Pinheiros · Pirituba · Ponte Rasa · Raposo Tavares · República · Rio Pequeno · Sacomã  · Santa Cecília · Santana · Santo Amaro · São Domingos · São Lucas · São Mateus · São Miguel Paulista · São Rafael · Saúde · Sapopemba · Sé · Socorro · Tatuapé · Tremembé · Tucuruvi · Vila Andrade · Vila Curuçá · Vila Formosa · Vila Guilherme · Vila Jacuí · Vila Leopoldina · Vila Maria · Vila Mariana · Vila Matilde · Vila Medeiros · Vila Prudente  · Vila Sônia

## Geografische zones
De stad is ook nog eens in tien geografische zones verdeeld. Elke zone heeft een bepaalde kleur die gebruikt wordt bij stadsbussen en straatnaamborden. De geografische zones zijn afgebakend door grenzen als rivieren of wegen en komen niet overeen met de administratieve zones. Sommige districten kunnen deels in de ene geografische zone liggen en deels in de andere. 

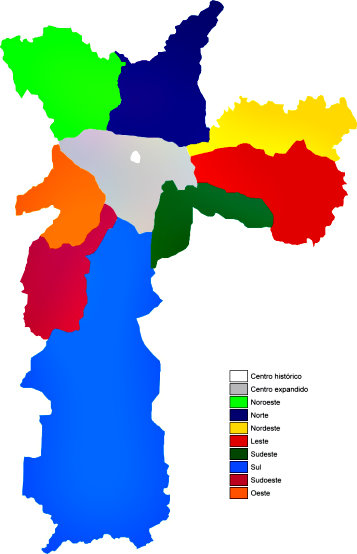
Geografische zones van São Paulo

| Geografische zones van São Paulo |
| Historisch Centrum               |
| Uitgebreid Centrum               |
| Noordwest                        |
| Noord                            |
| Oost                             |
| Noordoost                        |
| Zuidoost                         |
| Zuid                             |
| Zuidwest                         |
| West                             |